# Formel 1-VM 1965
Formel 1-VM 1965 hade tio deltävlingar som kördes under perioden 1 januari-24 oktober. Förarmästerskapet vanns av britten Jim Clark och konstruktörsmästerskapet av Lotus-Climax.

## Vinnare
- Förare:  Jim Clark, Storbritannien, Lotus-Climax
- Konstruktör:  Lotus-Climax, Storbritannien

## Grand Prix 1965
| Grand Prix                 | Datum        | Bana              | Vinnande förare! Vinnande stall | Vinnande tillverkare |              |   |
| -------------------------- | ------------ | ----------------- | ------------------------------- | -------------------- | ------------ | - |
| Sydafrikas Grand Prix      | 1 januari    | East London       | Jim Clark                       | Lotus                | Lotus-Climax | * |
| Monacos Grand Prix         | 30 maj       | Monte Carlo       | Graham Hill                     | BRM                  |              | * |
| Belgiens Grand Prix        | 13 juni      | Spa-Francorchamps | Jim Clark                       | Lotus                | Lotus-Climax | * |
| Frankrikes Grand Prix      | 27 juni      | Charade           | Jim Clark                       | Lotus                | Lotus-Climax | * |
| Storbritanniens Grand Prix | 10 juli      | Silverstone       | Jim Clark                       | Lotus                | Lotus-Climax | * |
| Nederländernas Grand Prix  | 18 juli      | Zandvoort         | Jim Clark                       | Lotus                | Lotus-Climax | * |
| Tysklands Grand Prix       | 1 augusti    | Nürburgring       | Jim Clark                       | Lotus                | Lotus-Climax | * |
| Italiens Grand Prix        | 12 september | Monza             | Jackie Stewart                  | BRM                  |              | * |
| USA:s Grand Prix           | 3 oktober    | Watkins Glen      | Graham Hill                     | BRM                  |              | * |
| Mexikos Grand Prix         | 24 oktober   | Mexico City       | Richie Ginther                  | Honda                |              | * |

## Grand Prix utanför VM 1965
| Grand Prix /Race          | Datum      | Bana         | Vinnande förare! Vinnande stall | Vinnande tillverkare |                |
| ------------------------- | ---------- | ------------ | ------------------------------- | -------------------- | -------------- |
| Race of Champions         | 13 mars    | Brands Hatch | Mike Spence                     | Lotus                | Lotus-Climax   |
| Syrakusas Grand Prix      | 4 april    | Syrakusa     | Jim Clark                       | Lotus                | Lotus-Climax   |
| Sunday Mirror Trophy      | 19 april   | Goodwood     | Jim Clark                       | Lotus                | Lotus-Climax   |
| BRDC International Trophy | 15 maj     | Silverstone  | Jackie Stewart                  | BRM                  |                |
| Medelhavets Grand Prix    | 15 augusti | Pergusa      | Jo Siffert                      | R R C Walker         | Brabham-Climax |
| Rands Grand Prix          | 4 december | Kyalami      | Jack Brabham                    | Brabham              | Brabham-Climax |

## Stall, nummer och förare 1965
| Stall/Tillverkare                                      | Nummer                         | Förare                          |
| ------------------------------------------------------ | ------------------------------ | ------------------------------- |
| BRM                                                    | 3, 7, 9, 10, 30                | Graham Hill, Storbritannien     |
| BRM                                                    | 4, 8, 10, 12, 32               | Jackie Stewart, Storbritannien  |
| Bob Gerard (Cooper-Climax & Cooper-Ford)               | 20                             | John Rhodes, Storbritannien     |
| Bob Gerard (Cooper-Climax & Cooper-Ford)               | 25                             | Alan Rollinson, Storbritannien  |
| Brabham-Climax                                         | 1, 4, 7, 8, 14                 | Jack Brabham, Australien        |
| Brabham-Climax                                         | 2, 6, 14, 16                   | Denny Hulme, Nya Zeeland        |
| Brabham-Climax                                         | 5, 7, 8, 12, 14, 15, 16        | Dan Gurney, USA                 |
| Brabham-Climax                                         | 10                             | Giancarlo Baghetti, Italien     |
| Brian Gubby (Lotus-Climax)                             | 26                             | Brian Gubby, Storbritannien     |
| Clive Puzey (Lotus-Climax)                             | 24                             | Clive Puzey, Rhodesia           |
| Cooper-Climax                                          | 4, 7, 9, 11, 16, 18            | Bruce McLaren, Nya Zeeland      |
| Cooper-Climax                                          | 5, 8, 10, 12, 18, 20           | Jochen Rindt, Österrike         |
| DW Racing Enterprises (Brabham-Climax & Lotus-Climax)  | 9, 14, 18, 24, 30, 36          | Bob Anderson, Storbritannien    |
| DW Racing Enterprises (Brabham-Climax & Lotus-Climax)  | 10, 22                         | Paul Hawkins, Australien        |
| David Prophet (Brabham-Ford)                           | 19                             | David Prophet, Storbritannien   |
| Ecurie Tomahawk (Lotus-Ford)                           | 32                             | Dave Charlton, Sydafrika        |
| Ferrari                                                | 1, 2, 7, 8, 18                 | John Surtees, Storbritannien    |
| Ferrari                                                | 2, 4, 8, 17                    | Lorenzo Bandini, Italien        |
| Ferrari                                                | 6                              | Nino Vaccarella, Italien        |
| Ferrari                                                | 14                             | Pedro Rodríguez, Mexiko         |
| Ferrari                                                | 24                             | Bob Bondurant, USA              |
| Ferrari                                                | 24                             | Ludovico Scarfiotti, Italien    |
| Honda                                                  | 11, 12, 19, 22, 28             | Ronnie Bucknum, USA             |
| Honda                                                  | 10, 11, 20, 22, 26             | Richie Ginther, USA             |
| Ian Raby Racing (Brabham-BRM)                          | 23, 24                         | Ian Raby, Storbritannien        |
| Ian Raby Racing (Brabham-BRM)                          | 24                             | Chris Amon, Nya Zeeland         |
| John Love (Cooper-Climax)                              | 17                             | John Love, Rhodesia             |
| John Willment Automobiles (Brabham-BRM & Brabham-Ford) | 11, 16, 17, 21, 26, 30, 46     | Frank Gardner, Australien       |
| John Willment Automobiles (Brabham-BRM & Brabham-Ford) | 18                             | Paul Hawkins, Australien        |
| Lawson (Lotus-Climax)                                  | 22                             | Ernie Pieterse, Sydafrika       |
| Lotus-Climax                                           | 1, 5, 6, 17, 24                | Jim Clark, Storbritannien       |
| Lotus-Climax                                           | 2, 6, 8, 18, 26                | Mike Spence, Storbritannien     |
| Lotus-Climax                                           | 3                              | Gerhard Mitter, Tyskland        |
| Lotus-Climax                                           | 18                             | Moisés Solana, Mexiko           |
| Lotus-Climax                                           | 28                             | Geki, Italien                   |
| Otello Nucci (Alfa Romeo & LDS-Climax)                 | 20                             | Peter de Klerk, Sydafrika       |
| Otello Nucci (Alfa Romeo & LDS-Climax)                 | 21                             | Doug Serrurier, Sydafrika       |
| R R C Walker (Brabham-Climax & Brabham-BRM)            | 11, 12, 15, 16, 20, 26, 34, 42 | Joakim Bonnier, Sverige         |
| R R C Walker (Brabham-Climax & Brabham-BRM)            | 12, 14, 16, 17, 21, 28, 36, 44 | Jo Siffert, Schweiz             |
| Reg Parnell (Lotus-BRM)                                | 15                             | Tony Maggs, Sydafrika           |
| Reg Parnell (Lotus-BRM)                                | 15, 20, 21, 22, 23, 34, 40     | Richard Attwood, Storbritannien |
| Reg Parnell (Lotus-BRM)                                | 16                             | Mike Hailwood, Storbritannien   |
| Reg Parnell (Lotus-BRM)                                | 19, 24                         | Chris Amon, Nya Zeeland         |
| Reg Parnell (Lotus-BRM)                                | 22                             | Bob Bondurant, USA              |
| Reg Parnell (Lotus-BRM)                                | 22, 23, 38                     | Innes Ireland, Storbritannien   |
| Sam Tingle (LDS-Alfa Romeo)                            | 25                             | Sam Tingle, Rhodesia            |
| Scuderia Centro Sud (BRM)                              | 12, 24, 29, 48                 | Masten Gregory, USA             |
| Scuderia Centro Sud (BRM)                              | 25, 50                         | Roberto Bussinello, Italien     |
| Scuderia Centro Sud (BRM)                              | 27                             | Lucien Bianchi, Belgien         |
| Scuderia Centro Sud (BRM)                              | 28                             | Willy Mairesse, Belgien         |
| Scuderia Centro Sud (BRM)                              | 52                             | Giorgio Bassi, Italien          |
| Scuderia Scribante (Lotus-Climax)                      | 23                             | Neville Lederle, Sydafrika      |
| Team Pretoria (LDS-Alfa Romeo)                         | 29                             | Jackie Pretorius, Sydafrika     |
| Ted Lanfear (Lotus-Ford)                               | 27                             | Brausch Niemann, Sydafrika      |
| Trevor Blokdyk (Cooper-Ford)                           | 28                             | Trevor Blokdyk, Sydafrika       |

## Slutställning förare 1965
| Placering | Förare! Stall   | Konstruktör  | Poäng          |    |
| --------- | --------------- | ------------ | -------------- | -- |
| 1         | Jim Clark       | Lotus        | Lotus-Climax   | 54 |
| 2         | Graham Hill     | BRM          |                | 40 |
| 3         | Jackie Stewart  | BRM          |                | 33 |
| 4         | Dan Gurney      | Brabham      | Brabham-Climax | 25 |
| 5         | John Surtees    | Ferrari      |                | 17 |
| 6         | Lorenzo Bandini | Ferrari      |                | 13 |
| 7         | Richie Ginther  | Honda        |                | 11 |
| 8         | Mike Spence     | Lotus        | Lotus-Climax   | 10 |
| 9         | Bruce McLaren   | Cooper       | Cooper-Climax  | 10 |
| 10        | Jack Brabham    | Brabham      | Brabham-Climax | 9  |
| 11        | Denny Hulme     | Brabham      | Brabham-Climax | 5  |
| 12        | Jo Siffert      | R R C Walker | Brabham-BRM    | 5  |
| 13        | Jochen Rindt    | Cooper       | Cooper-Climax  | 4  |
| 14        | Pedro Rodríguez | Ferrari      |                | 2  |
| 15        | Ronnie Bucknum  | Honda        |                | 2  |
| 16        | Richard Attwood | Reg Parnell  | Lotus-BRM      | 2  |

## Slutställning konstruktörer 1965
| Placering | Konstruktör    | Poäng |
| --------- | -------------- | ----- |
| 1         | Lotus-Climax   | 54    |
| 2         | BRM            | 45    |
| 3         | Brabham-Climax | 27    |
| 4         | Ferrari        | 26    |
| 5         | Cooper-Climax  | 14    |
| 6         | Honda          | 11    |
| 7         | Brabham-BRM    | 5     |
| 8         | Lotus-BRM      | 2     |
| 9         | Brabham-Ford   | 0     |
| =         | Alfa Romeo     | 0     |
| =         | LDS-Alfa Romeo | 0     |
| =         | Cooper-Ford    | 0     |
| =         | LDS-Climax     | 0     |
| =         | Lotus-Ford     | 0     |